# إيفان إيفانوفيتش خمنتسر
إيفان إيفانوفيتش خمنتسر (1745 - 1784) (الروسية: Ива́н Ива́нович Хемни́цер) هو كاتب قصص خرافيَّة روسي عاش في القرن الثامن عشر. ولِدَ خمنتسر في مدينة ينوتايفسكي الروسيَّة، في أسرة طبيب من أصول ألمانية من مدينة كيمنتس، انضمَّ إيفان خمنتسر إلى الجيش الروسي تحت قيادة بطرس العظيم، وشارك في معارك حرب السنوات السبع، وبعد انتهاء الحرب كرَّس خمنتسر نفسه لهندسة التعدين، وزار خلال هذه الفترة فرنسا وألمانيا وهولندا، وبعد عودته إلى روسيا عُرِض عليه منصب القنصل الروسي في سميرنا، فقبله ومات هناك في عام 1784 بعد إصابته بالسوداء. على عكس سوماروكوف وغيره من كتاب القصص الخرفية الروس المتقدِّمين، فإنَّ خمنتسر هو أوَّل من قدَّم فنَّ القصص الخرافيَّة الخالص إلى الأدب الروسي، بينما تُعتَبر قصص المُتقدِّمين عليه نقديَّة ساخرة في الأساس، ويُعدُّ خمنتسر أحد أسلاف كريلوف، وتتميَّز قصص خمنتسر بأصالتها رغم أنَّ بعضها تضمَّنت إلى درجة ما ترجمةً أو تقليداً لأعمال جان دو لافونتين وكريستيان فورشتيغوت غيلرت.

## مؤلفاته
- «حكايات وقصص ن.ن» (Basni i skazki N.N، 1779، مجموعة قصصيَّة).